# یهوشافاط
یَهُوشافاط پسر اَسا پادشاه یهودا از پادشاهان ذکر شده در کتاب مقدس است. و یهوشافاط سی و پنج ساله بود که آغاز سلطنت نمود و بیست و پنج سال بر اورشلیم حکومت کرد. اسم مادرش عُزوبَه دختر شِلحی، بود. پس از یهوشافاط پسرش یَهُورام جانشین وی گردید.